# قطار تندرو

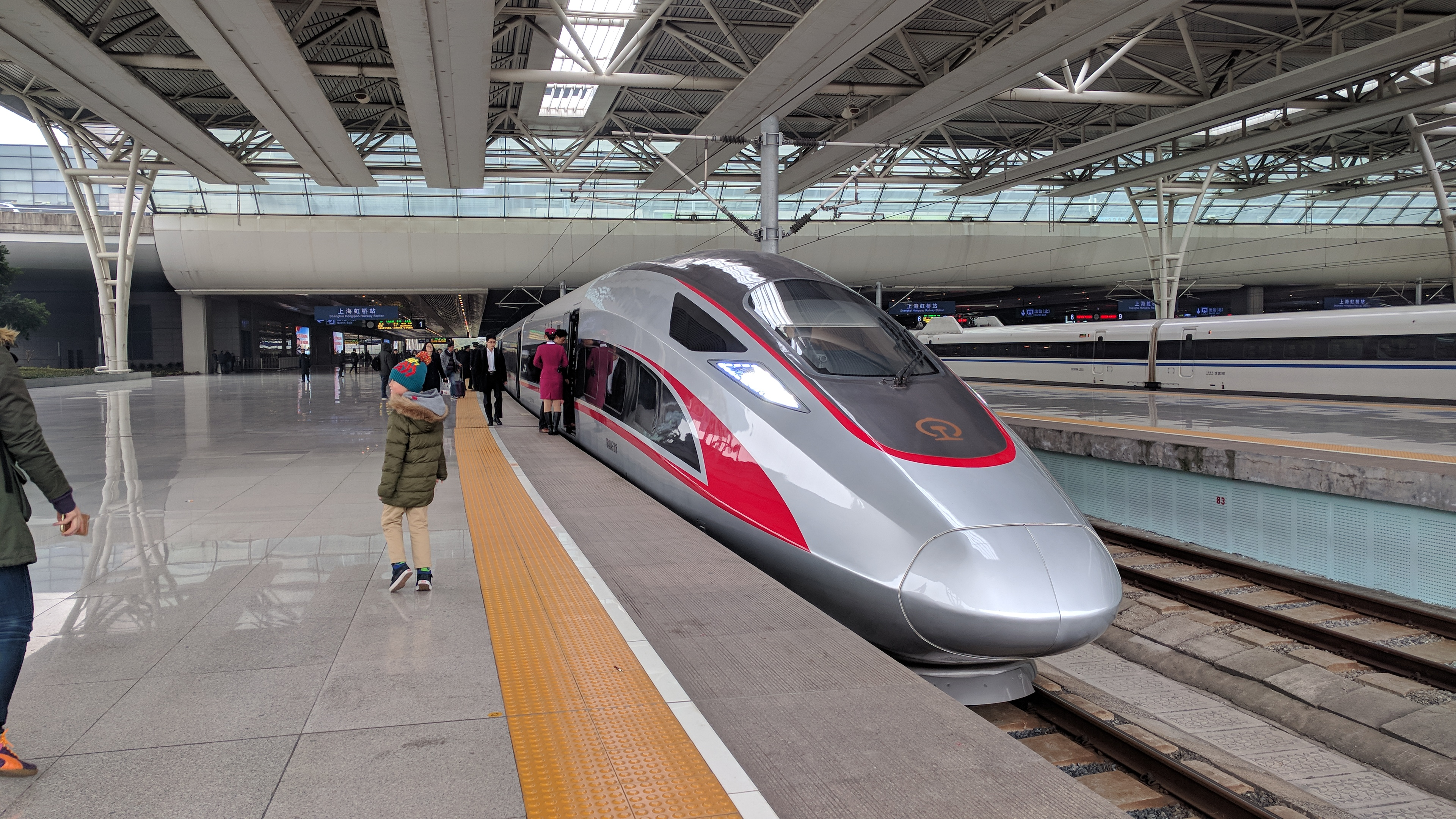
یک قطار تندرو به مقصد پکن در شانگهای (۲۰۱۷)

قطار تندرو یا سامانه قطار راه‌آهن پرسرعت، قطاری است که نسبت به قطار معمولی به‌طور چشمگیری از سرعت بالاتری برخوردار است. تعریف قطار تندرو و مرز میان این گونه از ترابری ریلی و قطار معمولی بسته به استانداردهای مختلف، متفاوت است.
راه‌آهن پرسرعت نوعی شبکه حمل و نقل ریلی است که از قطارهایی استفاده می‌کند که به طور قابل توجهی سریع‌تر از قطارهای ریلی سنتی حرکت می‌کنند و از یک سیستم یکپارچه شامل ناوگان ریلی تخصصی و خطوط اختصاصی بهره می‌برند. در حالی که هیچ تعریف یا استاندارد واحدی در سراسر جهان وجود ندارد، خطوطی که برای سرعت‌های حداقل ۲۵۰ کیلومتر بر ساعت (۱۵۵ مایل بر ساعت) ساخته شده‌اند یا خطوط ارتقا یافته با سرعت حداقل ۲۰۰ کیلومتر بر ساعت (۱۲۵ مایل بر ساعت) به طور کلی پرسرعت در نظر گرفته می‌شوند.
اولین سیستم راه‌آهن پرسرعت، توکایدو شینکانسن، در سال ۱۹۶۴ در هونشو، ژاپن، آغاز به کار کرد. به دلیل دماغه مخروطی شکل و آیرودینامیک (شکل اسپیتزر) قطارها، این سیستم با نام مستعار انگلیسی خود، قطار گلوله‌ای، نیز شناخته شد. مثال ژاپن توسط چندین کشور اروپایی دنبال شد، ابتدا در ایتالیا با خط دیرِتّیسیما، و اندکی پس از آن توسط فرانسه، آلمان و اسپانیا. امروزه، بخش عمده‌ای از اروپا دارای شبکه گسترده‌ای با اتصالات بین‌المللی متعدد است. ساخت‌وساز از قرن بیست و یکم منجر به پیشتازی چین در راه‌آهن پرسرعت شده است. تا سال ۲۰۲۳، شبکه راه‌آهن پرسرعت چین بیش از دو سوم کل جهان را به خود اختصاص داده بود.
علاوه بر این‌ها، بسیاری از کشورهای دیگر نیز زیرساخت‌های راه‌آهن پرسرعت را برای اتصال شهرهای بزرگ توسعه داده‌اند، از جمله: اتریش، بلژیک، دانمارک، فنلاند، یونان، اندونزی، مراکش، هلند، نروژ، لهستان، پرتغال، روسیه، عربستان سعودی، صربستان، کره جنوبی، سوئد، سوئیس، تایوان، ترکیه، بریتانیا، ایالات متحده و ازبکستان. راه‌آهن پرسرعت تنها در قاره اروپا و آسیا از مرزهای بین‌المللی عبور می‌کند.
قطارهای پرسرعت بیشتر بر روی خطوط ریل استاندارد از ریل‌های پیوسته جوش داده شده در مسیرهای اختصاصی جداسازی شده از نظر ارتفاع و با شعاع انحنای بزرگ حرکت می‌کنند. با این حال، برخی مناطق با راه‌آهن‌های قدیمی عریض‌تر، از جمله روسیه و ازبکستان، به دنبال توسعه شبکه راه‌آهن پرسرعت با ریل روسی بوده‌اند. هیچ راه‌آهن پرسرعت با ریل باریک وجود ندارد. کشورهایی که شبکه قدیمی آنها به طور کامل یا عمدتاً دارای عرض ریلی متفاوت از ۱۴۳۵ میلی‌متر است – از جمله ژاپن و اسپانیا – اغلب تصمیم گرفته‌اند خطوط پرسرعت خود را به جای عرض ریل قدیمی، با ریل استاندارد بسازند.
راه‌آهن پرسرعت سریع‌ترین و کارآمدترین روش حمل و نقل تجاری زمینی است. به دلیل نیاز به پیچ‌های بزرگ در مسیر، شیب‌های ملایم و خطوط جداسازی شده از نظر ارتفاع، ساخت راه‌آهن پرسرعت پرهزینه‌تر از راه‌آهن معمولی است و بنابراین همیشه مزیت اقتصادی نسبت به راه‌آهن با سرعت معمولی ندارد.

## مسیرهای بین‌المللی
نخستین حرکت این قطار یک طرفه از شهر چنگدو در استان سیچوان به لهستان نیز در ماه آوریل سال ۲۰۱۴ انجام گردید، چین پرجمعیت‌ترین کشور جهان با ۱۴ کشور مرز مشترک دارد. افغانستان، بوتان هندوستان، قزاقستان، قرقیزستان، لائوس، مغولستان، میانمار، نپال، کره شمالی، پاکستان، روسیه، تاجیکستان و ویتنام همسایگان چین هستند و این قطار در مسیر خود از کشورهای قزاقستان، روسیه و بلاروس عبور کرد. مدت زمان حرکت قطارهای عادی برای مسافت ۹۸۲۶ کیلومتری این کشورها ۸ تا ۱۰ روز به طول می‌انجامد.

## چین
بسیاری از شهرهای مهم چین در سراسر این کشور اکنون از قطارهای تندرویی استفاده می‌کنند که سرعتی معادل ۳۰۰ کیلومتر در ساعت دارد. قطاری با سرعت ۴۶۵ کیلومتر در ساعت که از طرح‌های راه‌آهن تندرو چین محسوب می‌شود. برای کنترل و راه افتادن قطار و تأمین ایمنی آن از فناوری مغناطیسی استفاده شده‌است.
CRH380A، مسیر شانگهای تا پکن را که ۱۰۳۰ کیلومتر فاصله دارند، در مدت چهار ساعت ۴۸ دقیقه طی کند. این قطار می‌تواند با سرعتی برابر با ۴۸۰ کیلومتر بر ساعت، ۵۰۰ مسافر را جابه‌جا کند، قطار «شانگهای مَگلِو» از کشور چین یکی از سریع‌ترین قطارهای جهان نام دارد، رکورد ثبت شده از این قطار سرعتی بالغ بر ۵۰۱ کیلومتر در ساعت است. طولانی‌ترین خط قطار تندرو جهان نیز در چین راه اندازی شده‌است، این قطار با سرعت ۳۰۰ کیلومتر در ساعت حرکت می‌کند و مسیر ۲ هزار و ۲۹۸ کیلومتری میان پکن و گوانگژو در جنوب این کشور تنها طی هشت ساعت طی می‌شود.

## تایوان
UTR۹۱۰۰ ترن در تایوان قرار دارد و می‌تواند ۹۸۹ مسافر را با سرعت ۳۳۵ کیلومتر جابجا کند. این ترن در میان دو شهر تایپه و کاهوسیونگ قرار دارد و مسیر ۲۴۴ کیلومتری را یک ساعت و ۳۶ دقیقه طی می‌کند.

## اتحادیه‌اروپا
اتحادیه اروپا راه‌آهن تندرو را به سرعت بالای ۲۰۰ کیلومتر می‌گوید.

## ایتالیا
ایتالیا چندین خط با قطارهای تندرو دارد، یکی از سریع‌ترین قطارهای جهان نیز در ایتالیا قرار دارد. این قطار می‌تواند با سرعت ۳۰۰ کیلومتر بر ساعت به حرکت بپردازد. این قطار میان دو شهر فلورانس و میلان کار می‌کند و می‌تواند مسیر ۳۰۶ کیلومتری را در مدت ۱ ساعت و ۴۵ دقیقه طی کند.

## اسپانیا
قطار مادرید به بارسلون یکی از سریع‌ترین قطارها می‌باشد. این قطار می‌تواند با سرعت ۳۳۰ کیلومتر بر ساعت ۳۱۸ مسافر را جابه‌جا کند. با این قطار می‌توانید مسیر ۶۱۸ کیلومتری را در مدت دو ساعت و ۳۰ دقیقه طی کنید.

## آمریکا
راه‌آهن فدرال ایالات متحده به سرعت بیش از ۱۴۵ کیلومتر در ساعت راه‌آهن سریع می‌گوید. هر چند هیچ استاندارد ویژه‌ای نیست و بسته به محدودیت‌های محلی سرعت‌های پایین‌تر در نظر گرفته می‌شوند.

## ژاپن

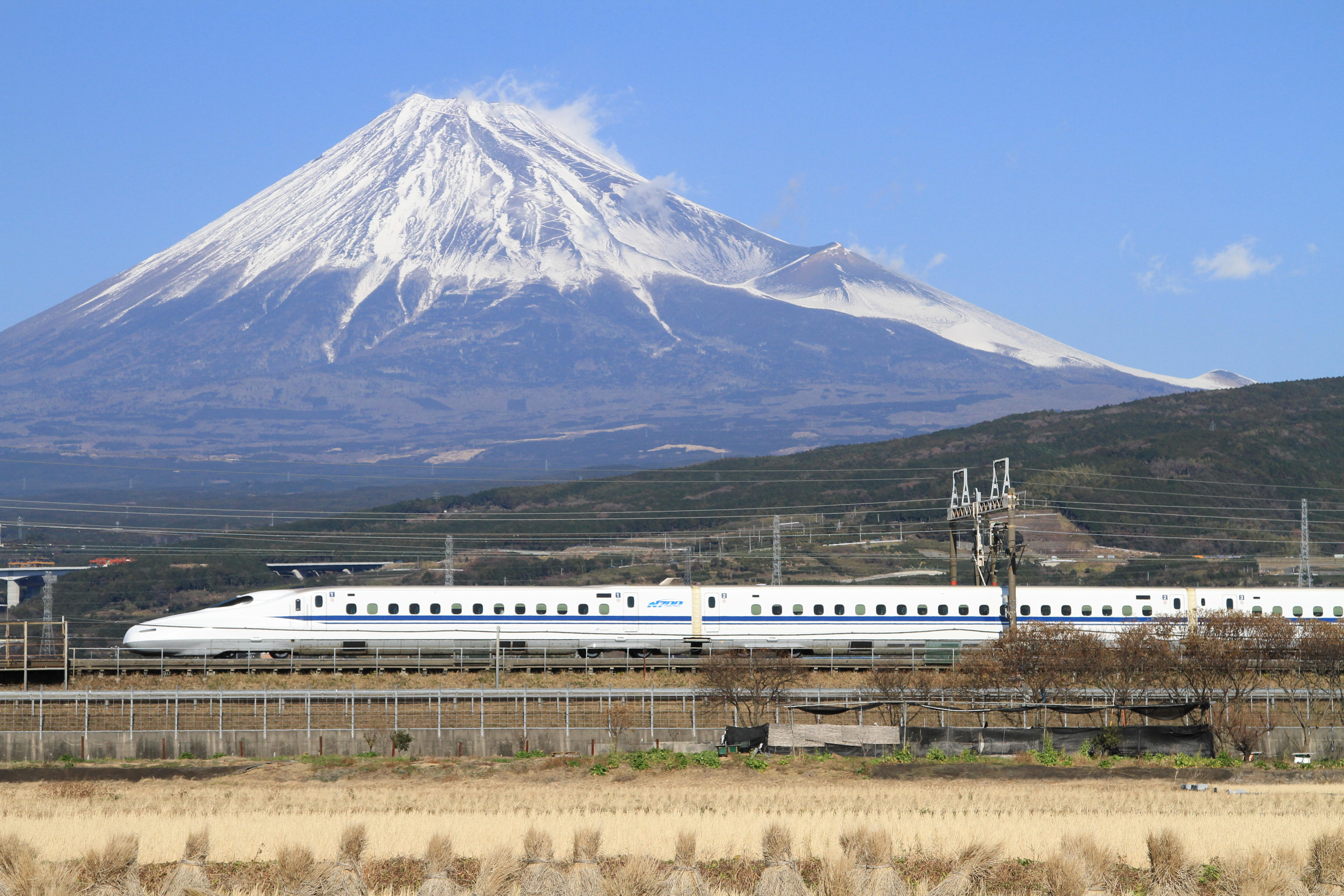
ژاپن اولین کشور استفاده‌کننده از قطارهای تندرو و پیشگام در این زمینه بوده.

شینکانسن که در ژاپن قرار دارد. این قطار با سرعت ۴۴۳ کیلومتر بر ساعت حرکت می‌کند و می‌تواند مسیر ۷۱۳ کیلومتری توکیو تا آموری را در سه ساعت و ۱۰ دقیقه طی کند.

## ایران
در ایران در سال ۱۳۵۵ شمسی خورشیدی سرعت ۱۶۰ کیلومتر در ساعت به عنوان مرز میان قطار تندرو و قطار معمولی تعریف شد اما در اثر پیشرفت در زمینه ساخت قطار و نیز نوع ریل اکنون سرعت ۲۵۰ کیلومتر در ساعت به عنوان حد تعریف شده‌است.
در ایران نخستین پروژه‌های قطار تندرو در مسیر تهران-قم-اصفهان و اراک-قم در حال اجرا می‌باشند که طراحی آن‌ها بر اساس سرعت ۳۰۰ کیلومتر بر ساعت می‌باشد و پس از بهره‌برداری از این پروژه‌ها زمان جابجایی مسافر میان تهران تا اصفهان کمتر از ۲ ساعت و میان اراک تا قم کمتر از بیست دقیقه خواهد بود.

## ویژگی‌ها
در خطوط تندرو در قوس‌ها از شعاع ۷۰۰۰ متر تا ۴۵۰۰ متر وابسته به شرایط استفاده می‌کنند. در قوس‌های عمودی از شعاع ۳۵۰۰۰ تا ۲۵۰۰۰ متر استفاده می‌شود.